# Морські ворота
«Морські ворота» — радянський двосерійний телефільм 1974 року, знятий режисером Сергієм Тарасовим на Ризькій кіностудії.

## Сюжет
Телефільм. У фільмі звучать пісні Ю. Візбора, В. Берковського, С. Нікітіна.

## У ролях
- Вія Артмане — Христина
- Аусма Кантані — Айна
- Ліга Лієпіня — Фіна
- Вайва Майнеліте — Ева
- Валерій Козинець — Едгар, чоловік Айни
- Юріс Плявіньш — рибалка
- Вітаутас Томкус — Йорен Акменькалн
- Едуардс Павулс — Ансіс Дзієсма
- Хелга Данцберга — Ліда
- Анатолій Васильєв — Ігор, рибалка, виконавець пісень
- Роландс Загорскіс — Каспар, син Ансіса
- Яніс Мелдеріс — Сеглінь
- Гундарс Аболіньш — Айвар, син Сеглін
- Надія Самсонова — Ганна Карлівна
- Майя Булгакова — пасажирка поїзда
- Юріс Стренга — гість
- Валентина Старжинська — епізод
- Артурс Дімітерс — епізод
- Аріда Гутмане — Іра, дочка Йорена
- Дана Калніня — Літа, дочка Едгара
- Антанас Мацкявічюс — епізод

## Знімальна група
- Режисер — Сергій Тарасов
- Сценарист — Яніс Лусіс
- Оператор — Генріх Піліпсон
- Композитор — Веніамін Баснер
- Художник — Інара Антоне